# Jenínský klen
Jenínský klen je památný strom, který roste v zaniklé osadě Babí u Jenína. Je to nejmohutnější javor klen jižních Čech a podle databáze AOPK pátý nejmohutnější v ČR. 

## Základní údaje
- název: Klen na Babí, Jenínský klen
- výška: 30 m[1]
- obvod: 600 cm,[2] 580 cm (1995)[1]
- věk: 300 let
- nadmořská výška: 725 m

## Stav stromu a údržba
Roste osamoceně u polní cesty. Je rozložitý – průměr koruny má 28 m, kmen se ve dvou metrech dělí v pět hlavních kosterních větví. Strom je v dobrém zdravotním stavu.

## Historie
Klen je společně s nedalekou lípou připomínkou na zaniklou osadu Babí, která zanikla před více než 50 lety. Osada byla prvně uváděna v roce 1262, místní obyvatelé prováděli robotu ve formě strážné služby (zajišťovalo ji sedm místních mužů). Na přelomu 17./18. století (z té doby pochází klen) bylo v osadě šest statků a v roce 1930 bylo ve vesnici 91 obyvatel ve 14 domech. Po válce a odsunu Němců v roce 1946 nebylo Babí pro vzdálenost od civilizace znovu osídlené, statky byly počínaje rokem 1952 postupně zbourány. 